# Alnus hirsuta
Alnus hirsuta là một loài thực vật có hoa trong họ Betulaceae. Loài này được (Spach) Rupr. mô tả khoa học đầu tiên năm 1857.

## Hình ảnh

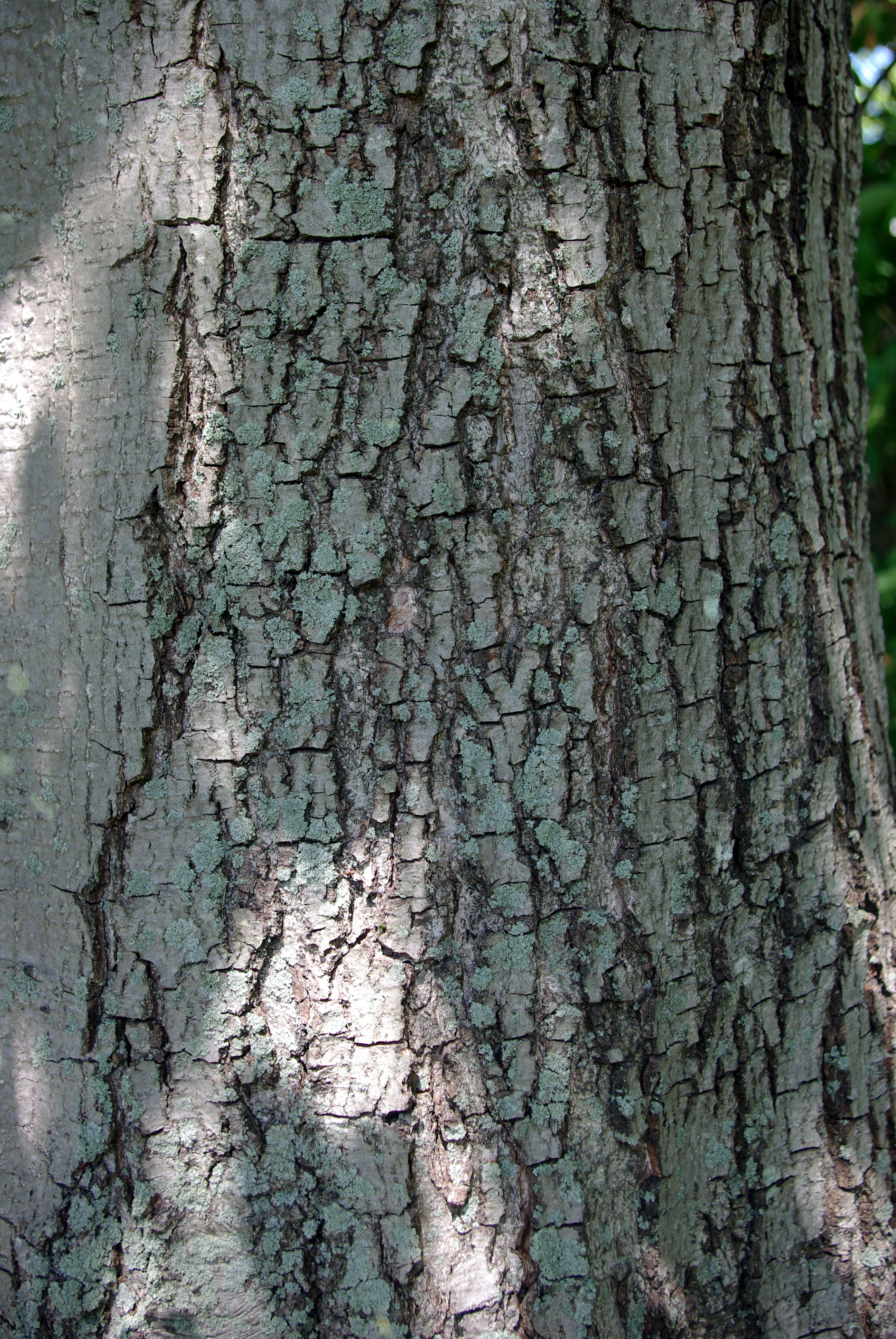
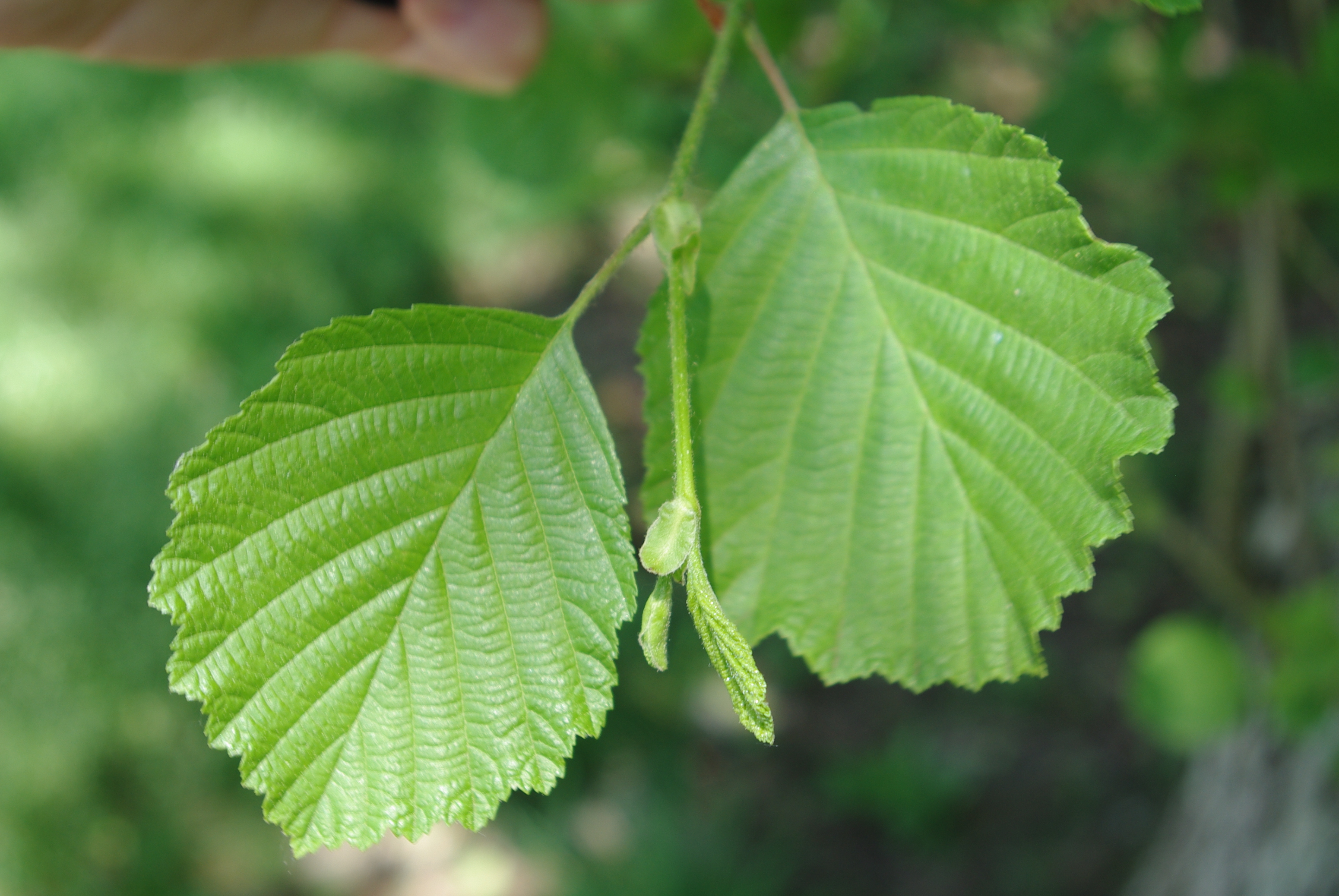
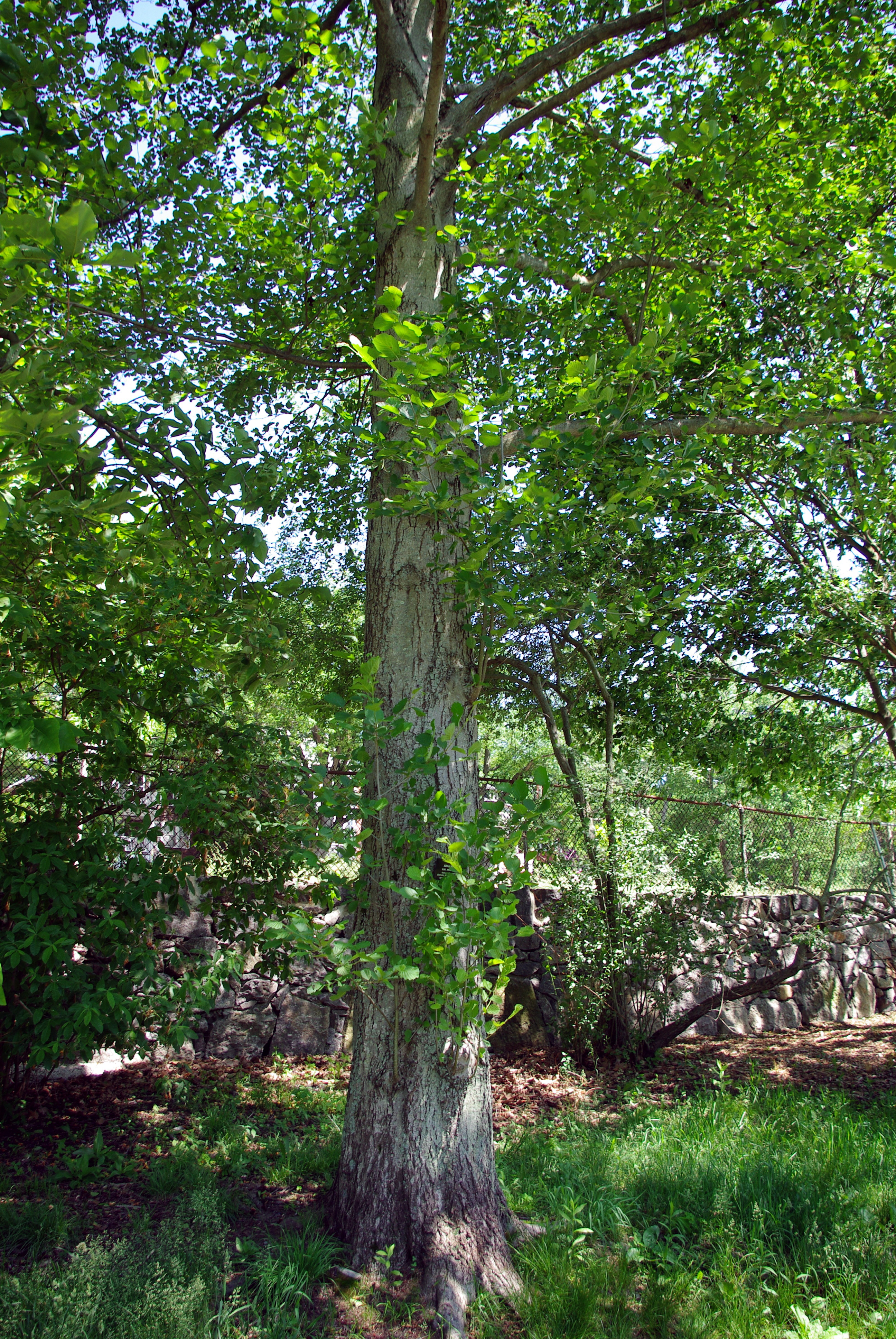
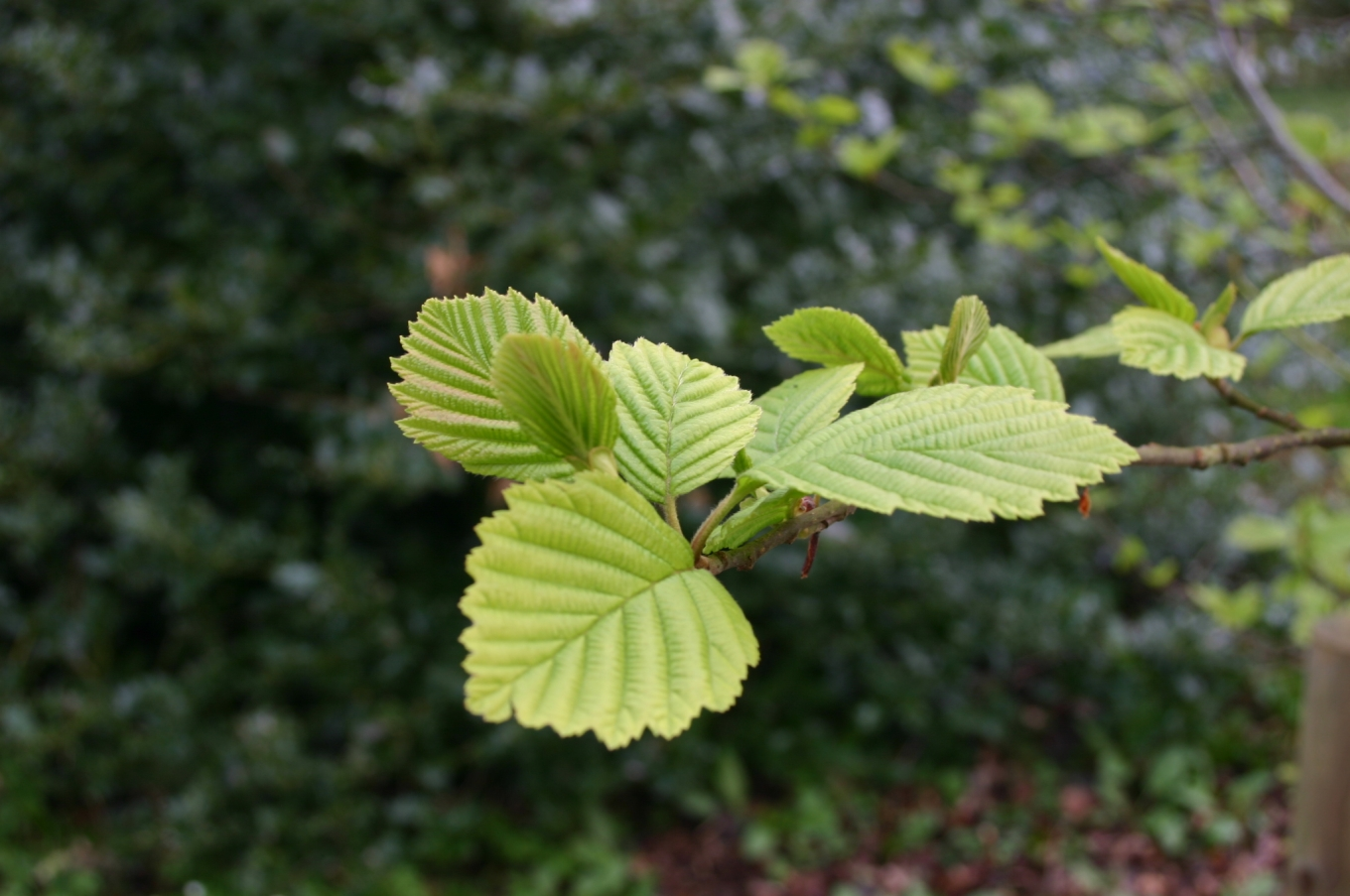